# José Luis Villagra
José Luis Villagra (Villa María, Provincia de Córdoba, Argentina, 24 de febrero de 1986) es un futbolista argentino. Juega actualmente como volante en el Club Rivadavia de Arroyo Cabral.

## Clubes
| Club                       | País      | Año         |
| -------------------------- | --------- | ----------- |
| Newell's Old Boys          | Argentina | 2004 - 2007 |
| O'Higgins                  | Chile     | 2008        |
| Real Arroyo Seco           | Argentina | 2009 - 2010 |
| La Emilia                  | Argentina | 2010        |
| Argentino de Marcos Juárez | Argentina | 2011 - 2012 |
| Alumni de Villa María      | Argentina | 2012 - 2014 |
| San Carlos de Noetinger    | Argentina | 2014 - 2015 |
| Progreso de Noetinger      | Argentina | 2015 - 2016 |